# Vlag van Mook en Middelaar

Vlag van de gemeente Mook en Middelaar

Eerste vlag

De vlag van Mook en Middelaar is op 24 april 1991 door de gemeenteraad van deze Nederlandse gemeente aangenomen en symboliseert de twee hertogdommen die ook op het wapen voorkomen: het hertogdom Gelre en het hertogdom Kleef. De vlag verving een eerdere vlag die op 2 maart 1962 was aangenomen en die was gebaseerd op de wapens zoals die in het eerste wapen van de gemeente waren afgebeeld. Het wapen van Kleef was in het eerste wapen echter verkeerd afgebeeld, met als gevolg dat de fout in de eerste vlag was overgenomen. De beschrijving van de vlag luidt:
Rechthoekig, verdeeld in twee verticale banen: a: aan stokzijde een blauwe baan, beladen met een naar de broekzijde gewende dubbelstaartige,  gekroonde  gele leeuw, welke rood getongd en genageld is; b: aansluitend aan de baan aan broekzijde een rode baan, beladen met een wit hartschild, waaroverheen acht kringsgewijs geplaatste gele stralen vanuit een groene karbonkel gaan.
Het ontwerp van de vlag was van de Hoge Raad van Adel.

## Eerdere vlag
Op 2 maart 1962 werd een vlag aangenomen met de volgende beschrijving:
rechthoekig, verdeeld in twee verticale banen: a. aan stokzijde een blauwe baan, beladen met een naar broekzijde gewende gekroonde en rood getongde klimmende gele leeuw met dubbele staart; b. aansluitend aan de baan aan broekzijde een rode baan, beladen met acht leliestaven, kringsgewijze geplaatst, in het midden gedekt door een wit schildje.

## Verwante symbolen

Het wapen van Mook en Middelaar (1890)
Het wapen van Mook en Middelaar (1990)
Het wapen van Gelre (met 1 leeuw)
Het wapen van Kleef

Beek 
· Beekdaelen 
· Beesel 
· Bergen 
· Brunssum 
· Echt-Susteren 
· Eijsden-Margraten 
· Gennep 
· Gulpen-Wittem 
· Heerlen 
· Horst aan de Maas 
· Kerkrade 
· Landgraaf 
· Leudal 
· Maasgouw 
· Maastricht 
· Meerssen 
· Mook en Middelaar 
· Nederweert 
· Peel en Maas 
· Roerdalen 
· Roermond 
· Simpelveld 
· Sittard-Geleen 
· Stein 
· Vaals 
· Valkenburg aan de Geul 
· Venlo 
· Venray 
· Voerendaal 
· Weert